# Draâ El-Kaïd
Draâ El-Kaïd (în arabă ذراع القايد) este o comună din provincia Béjaïa, Algeria.
Populația comunei este de 29.221 de locuitori (2008).